# Phùng Văn Nhiên
Phùng Văn Nhiên (né le 23 novembre 1982 dans le district de Vụ Bản au Viêt Nam) est un footballeur international vietnamien, qui évolue au poste de défenseur.

## Biographie

### Carrière en sélection
Phùng Văn Nhiên reçoit 21 sélections en équipe du Viêt Nam entre 2003 et 2013, sans inscrire de but.
Il participe avec cette équipe à la Coupe d'Asie des nations 2007. Lors de cette compétition, il joue trois matchs.
Il dispute également les éliminatoires du mondial 2006 et les éliminatoires du mondial 2010.

## Palmarès
| Nam Định \| - Championnat du Viêt-Nam : - Vice-champion : 2004. - Coupe du Viêt-Nam (1) : - Vainqueur : 2007. \| \| - Supercoupe du Viêt-Nam : - Finaliste : 2007. \| |  | Hoàng Anh Gia Lai - Coupe du Viêt-Nam : - Finaliste : 2010. |
| - Championnat du Viêt-Nam : - Vice-champion : 2004. - Coupe du Viêt-Nam (1) : - Vainqueur : 2007.                                                                     |  | - Supercoupe du Viêt-Nam : - Finaliste : 2007.              |